# Ayse
 Ayse  es una población y comuna francesa, en la región de Auvernia-Ródano-Alpes, departamento de Alta Saboya, en el distrito de Bonneville y cantón de Bonneville.

## Demografía
| 535 | 628 | 926 | 1262 | 1532 | 1817 |
| Para los censos de 1962 a 1999 la población legal corresponde a la población sin duplicidades (Fuente: INSEE [Consultar]) |     |     |      |      |      |